# Lincombe
Lincombe – przysiółek w Anglii, w Devon. Leży 68 km od miasta Exeter, 91,6 km od miasta Plymouth i 285,1 km od Londynu. Lincombe jest wspomniana w Domesday Book (1086) jako Lincome/Lincoma.